# Oskar Groll
Oskar Groll (* 22. September 1875 in München; † 19. Juni 1946 in Lindau am Bodensee) war ein deutscher Politiker. Er war der erste Kreispräsident des Bayerischen Kreises Lindau.

## Leben

### Karriere
Oskar Groll wurde 1875 als eines von neun Kindern eines Postmeisters in München geboren. Nach der Volks- und Realschule besuchte er von 1894 bis 1895 die Gewerbe-/Industrieschule in München. Anschließend studierte er Vermessungswesen an der Technischen Hochschule München und erlange das Diplom- sowie das Staatsexamen für den Vermessungsdienst. 1900 heiratete Oskar Groll seine erste Frau. Ab 1900 studierte er erneut an der Technischen Hochschule München und erlangte 1902 das Diplomexamen als Kulturingenieur. 1903 bis 1908 arbeitete er als Kreisgeometer für die Flurbereinigungskommission in München, später für die Regierung von Oberbayern. Im Jahr 1910 wechselte er zum Messungsamt Lindau, wo er als Vermessungsamtsmann und Vorstand tätig war. Zwischen 1913 und 1918 war Oskar Groll Herausgeber der Zeitschrift des Vereins der höheren bayerischen Vermessungsbeamten. 1916 wurde er in den Ersten Weltkrieg eingezogen, wo er bis zum Leutnant aufstieg. 1932 wurde er nach Burghausen versetzt. /> Während der Zeit des Nationalsozialismus in Deutschland lebte er zurückgezogen in Ottobrunn. Am 1. September 1945 wurde er zum Leiter des Bayerischen Landesvermessungsamtes ernannt, wurde aber zeitgleich wegen seiner politischen Tätigkeit im Bayerischen Kreis Lindau beurlaubt.

### Politische Tätigkeiten
1918 trat Oskar Groll in die SPD ein. Am 7. April 1919 um 12 Uhr mittags rief er auf der Lindauer Insel die Räterepublik aus, was am selben Abend vom damaligen Hauptmann Erwin Rommel beendet wurde. 1919 und 1920 war er Mitglied des Lindauer Stadtrats und des Kreisrats von Schwaben-Neuburg. Zwischen 1920 und 1924 war Oskar Groll Abgeordneter für die SPD im Bayerischen Landtag sowie Vorsitzender der SPD in Lindau und ein Gegenspieler von Oberbürgermeister Ludwig Siebert.
Nach Ende des Zweiten Weltkriegs suchte die französische Militärregierung für den Kreis Lindau eine Person zum Wiederaufbau der Verwaltung im Kreis. Durch die Empfehlung von Wilhelm Hoegner wurde Oskar Groll für diese Stelle von der französischen Militärregierung in diese Tätigkeit berufen. Da der Kreis Lindau eine Sonderstellung in der Besatzungszone hatte, wurde Oskar Groll am 18. Januar 1946 erst zum provisorischen und am 17. Juni 1946 offiziell zum Kreispräsidenten des Bayerischen Kreises Lindau ernannt. Nach nur zwei Tagen im Amt starb Oskar Groll am 19. Juni 1946 im Alter von 70 Jahren. Als Kreispräsident von Lindau folgte ihm Anton Zwisler.

## Ehrungen
Nach Oskar Groll wurde am 22. Oktober 1946 die Oskar-Groll-Anlage, ein Park an der Lindauer Spielbank, benannt. Zuvor hieß er Ludwig-Siebert-Ring.